# Flagge Ceutas

San-Vicente-Flagge

Die Flagge Ceutas geht auf eine alte Flagge Lissabons zurück. Als Flagge des Lissabonner Stadtheiligen San Vicente mit den Farben der Dominikaner stand sie für die portugiesische Hauptstadt, wurde aber auch für das Königreich Portugal gebraucht. Tatsächlich entspricht die schwarz-weiße Ständerung exakt der heutigen Flagge Lissabons. Portugal war von 1415 bis 1580, de jure bis 1640, Besitzer Ceutas. In einem Atlas von Jorge Reinel (1540) findet sich auch eine quadratische, weiß-grün geständerte portugiesische Seehandelsflagge mit aufgelegtem Kreuz des Ordem dos Cavaleiros de Cristo, eines christlichen Ordens. Die achtfache Ständerung (mit aufgelegtem Schild) wurde später die häufigste Form portugiesischer Stadtflaggen. Der Dienstflagge Ceutas ist heute noch das portugiesische Staatswappen aufgelegt, allerdings mit einer abweichenden Anordnung der 7 goldenen Burgen: Das portugiesische trägt eine Burg oben in der Mitte statt unten in der Spitze. Das Wappen wird außerdem von einer Markgrafenkrone (Marquiskrone) gekrönt.